# Condado de Stearns
O Condado de Stearns é um dos 87 condados do estado americano de Minnesota. A sede do condado é St. Cloud, e sua maior cidade é St. Cloud. O condado possui uma área de 3 600 km² (dos quais 118 km² estão cobertos por água), uma população de 133 166 habitantes, e uma densidade populacional de 38 hab/km² (segundo o censo nacional de 2000). O condado foi fundado em 20 de fevereiro de 1855.